# Paola Galassi
Paola Galassi (Milano, 2 aprile 1963) è una regista e autrice teatrale e televisiva italiana.

## Biografia
Diplomatasi alla Scuola del Piccolo Teatro diretta da Giorgio Strehler, si è dedicata alla regia nel campo del teatro.
Sua la firma degli spettacoli di artisti quali Claudio Bisio, Sabina Guzzanti, Enrico Bertolino, Aldo Giovanni e Giacomo, Ale e Franz, Geppi Cucciari, Natalino Balasso, I Papu molti dei quali da lei stessa scoperti e lanciati.
Parallelamente alla regia la Galassi ha portato avanti l'attività di insegnamento in varie Scuole ed Accademie, tra cui il CENTRO TEATRO ATTIVO di Milano, il Mas di Milano e la Scuola del Teatro Stabile delle Marche, in qualità di insegnante di recitazione.
Residente a Pesaro, nel 2004 ha ideato il progetto San Costanzo Show, laboratorio di teatro comico dedicato ai talenti marchigiani con sede a San Costanzo (PU).
Ha curato la regia teatrale della trasmissione televisiva "Buona la Prima" di Italia Uno, sia della edizione 2007 che quella del 2008, che vede protagonista il duo Ale e Franz.
| Controllo di autorità | VIAF (EN) 305358513 · SBN UBOV547128 |